# مه‌یر دالینسکی
مه‌یر دالینسکی (انگلیسی: Meyer Dolinsky) یک فیلم‌نامه‌نویس اهل ایالات متحده آمریکا بود. وی کتابی به نام مایند وان منتشر نمود.
از فیلم‌ها یا مجموعه‌های تلویزیونی که وی در آن‌ها نقش داشته است، می‌توان به بونانزا، بن کیسی، مأموریت: غیرممکن، هاوایی فایو-او و کنن اشاره نمود.